# Wskaźnik Pearla
Wskaźnik Pearla – wskaźnik opracowany przez Raymonda Pearla w 1932 roku określający skuteczność metod antykoncepcyjnych. Wskaźnik ten wyznacza się jako pomnożony przez 1200 (u niektórych badaczy 1300) stosunek liczby niezamierzonych poczęć do liczby badanych cykli, przy stosowaniu ustalonej metody antykoncepcji. Podaje więc liczbę zapłodnień w ciągu roku na 100 badanych kobiet (ok. 1200 cykli). Im niższy jest wskaźnik Pearla, tym metoda jest skuteczniejsza. Bez stosowania antykoncepcji wskaźnik Pearla wynosi 85. Instytucje takie jak Światowa Organizacja Zdrowia (WHO) czy American Congress of Obstetricians and Gynecologists odeszły od jego stosowania, na rzecz wyrażania skuteczności w procentach.
Skuteczność danej metody zależy od różnych czynników, w tym dyscypliny partnerów i jakości stosowanych środków, dlatego też istnieją rozbieżności przy podawaniu wskaźnika Pearla. Podaje się skuteczność dla właściwego stosowania, jak i dla nieścisłego stosowania metody.
Wartość wskaźnika jest wynikiem badań empirycznych i zależy od populacji, w której są one przeprowadzane. Jest to kolejną przyczyną tego, że ta sama metoda może w różnych badaniach uzyskać różne wartości wskaźnika.

## Krytyka
Podobnie jak wszystkie miary skuteczności metod antykoncepcyjnych, wskaźnik Pearla jest wyliczany na podstawie obserwacji próbki populacji. Zatem badania różnych populacji, używając tych samych środków antykoncepcyjnych, mogą prowadzić do uzyskania różnych wartości wskaźnika. Ponadto wpływ na wartość wskaźnika Pearla mają: kultura, demografia oraz sposób nauczania techniki antykoncepcyjnej.
W 1966 roku pojawiły się pierwsze postulaty odejścia od używania wskaźnika Pearla.